# Castell d'Aro, Platja d'Aro et S'Agaró
Castell-Platja d'Aro est une commune de la comarque de Baix Empordà dans la province de Gérone en Catalogne (Espagne). Elle est subdivisée en trois entités : Castell d'Aro, Platja d'Aro et S'Agaró.

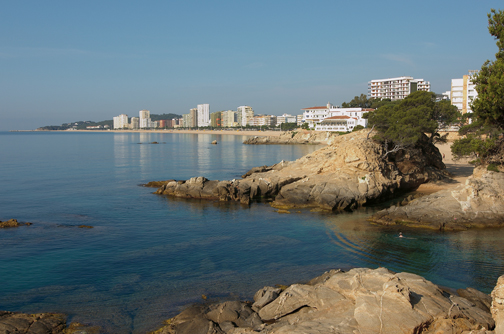
Plage "Platja D'Aro"

## Géographie
La commune est située au bord de la mer Méditerranée sur la Costa Brava. La commune est constituée de deux parties : Castell d’Aro et Platja d'Aro. Castell d'Aro est l’ancien village, construit autour d’un château médiéval et d’une église fortifiée sur la route entre Platja d’Aro et Santa Cristina d’Aro. Platja d’Aro était à l’origine un petit village de pêcheurs sur la route reliant Palamós et Sant Feliu de Guíxols, situé sur une large plage de 2 km. C’est maintenant une station populaire, majoritairement habitée par des catalans ou des propriétaires de villas Nord-Européens.
La périphérie possède plusieurs développements urbains incluant Mas Nou qui offrent une vue spectaculaire sur la côte, ainsi qu’un terrain de golf professionnel.
Le Camí de Ronda parcourt le long de la côte, reliant la plage principale à plusieurs plages plus petites.

## Histoire

### Préhistoire
Des tombes datant de l’ère néolithique (2500 av. J.-C.) sont les premières traces d’habitations humaines dans la région. On retrouve quelques monuments de cette période tels que le menhir de Vallbanera et le dolmen Cova dels Moros (« Cove des Maures »).

### Époque romaine
Des ruines romaines datant d'entre le Ier et IVe siècles ap. J.-C. ont été découvertes à la Via de Pla de Palol. Ces ruines couvrent un total de 10 000 m2.

### Moyen-Âge
Après les raids sarrasins, des fermiers repeuplèrent le Vall d’Aro. En 781, Charlemagne offrit ce territoire à l’évêque de Girona. La première référence à Platja d’Aro documentée remonte à 968, sous son ancien nom Fanals d'Amunt.

### Temps modernes
En 1962, Fanals d’Aro changea son nom pour Platja d’Aro, dans le but de favoriser le tourisme.

## Politique et administration

### Jumelage
- Brive-la-Gaillarde (France)

## Culture locale et patrimoine

### Lieux et monuments
- Plage de St Pol : plage d'environ 1 km de long dans une baie protégée. En été, de nombreux bateaux de plaisance viennent y mouiller pour la journée.

- Chemin de ronde « ancien » : chemin qui relie la plage de St Pol à la plage de la Conca (commune de Platja d'Aro)

- Chemin de ronde « nouveau » : aménagement plus récent qui relie la plage de St Pol à St Feliu de Guixols

- Quartier de la Gavina (« Mouette » en catalan) : quartier semi-privé (accès pédestre autorisé) constitué de villas en front de mer. De nombreux milliardaires russes y possèdent des villas depuis les années 2010.